# Lucida
Lucida è una famiglia di caratteri creata da Charles Bigelow e Kris Holmes nel 1985.
Ci sono molte varianti di Lucida, inclusi script (Blackletter, Calligraphy, Handwriting), serif (Fax, Bright), sans-serif (Sans, Sans Unicode, Grande e Sans Typewriter).
Lucida Console è il carattere del Blue Screen of Death di Windows XP e Windows CE. Lucida Sans Demibold (identico al Lucida Grande Bold ma con un aspetto più "stretto" sui numeri) è usato nel sistema operativo Apple macOS, così come molti programmi incluso Front Row.

## Esempi

Lucida Sans
Lucida Sans Typewriter
Lucida Console
Lucida Handwriting
Lucida Grande
Lucida Calligraphy
Lucida Blackletter
Lucida Fax
Lucida Bright
Lucida Serif